# Gouvernement Pohiva (1)
Tuʻivakano Pohiva (2)
Le gouvernement Pohiva est le gouvernement des Tonga formé le 30 décembre 2014 et dirigé par le Premier ministre ʻAkilisi Pohiva. Il marque à plusieurs égards un tournant dans l'histoire politique de la nation.

## Les élections de 2014
Les élections législatives du 25 novembre 2014 ne sont que les deuxièmes à produire une Assemblée législative majoritairement élue par le peuple, et dont est issu un gouvernement responsable. À la suite de réformes constitutionnelles initiées par le roi George Tupou V en 2010, le royaume est en effet devenu une monarchie parlementaire, où le monarque délègue son pouvoir exécutif à un Premier ministre choisi par l'Assemblée. 
ʻAkilisi Pohiva avait été, depuis les années 1980, la principale figure du mouvement pour la démocratie. Député depuis 1987, il brigue la fonction de Premier ministre à la suite des élections de 2010, mais la noblesse tongienne demeure une force politique conséquente au parlement et c'est un noble, Lord Tuʻivakano, qui prend la tête du gouvernement. Aux élections de 2014 le Parti démocrate des îles des Amis, dirigé par Pohiva, obtient dix des dix-sept sièges alloués aux roturiers à l'Assemblée, les nobles ayant de leur côté neuf sièges. Recueillant la confiance de quinze députés sur vingt-six, Pohiva est élu Premier ministre le 29 décembre, et formellement nommé à ce poste par le roi Tupou VI le lendemain. Pohiva est alors le premier roturier à être élu Premier ministre par un parlement lui-même majoritairement élu. C'est également la première fois que le Parti démocrate, soutenu de longue date par les citoyens, peut former un gouvernement,.

## Formation du gouvernement
S'engageant à travailler en bonne entente avec le roi, Pohiva nomme son gouvernement le 30 décembre. Il accorde un ministère à chacun des cinq députés roturiers sans étiquette qui le soutiennent, six autres ministères revenant à des députés de son parti. Ce gouvernement est ainsi soutenu par quinze des dix-sept députés représentant le peuple : seuls Samiu Vaipulu et Vili Hingano siègent dans l'opposition, aux côtés des représentants de la noblesse.

Par ailleurs, un seul représentant parlementaire de la noblesse, Lord Maʻafu, se voit allouer un ministère : celui des Terres. La loi oblige en effet le Premier ministre à confier le ministère des Terres à un noble. Cette exclusion de la noblesse au gouvernement constitue également une nouveauté aux Tonga. 

Enfin, si le gouvernement doit majoritairement être composé de députés (roturiers ou nobles), le Premier ministre dispose d'un droit de nommer dans son gouvernement un maximum de quatre personnalités externes à l'Assemblée, qui de ce fait obtiendraient un siège au parlement. Jugeant ce principe anti-démocratique, Pohiva y a toujours été opposé, et sélectionne donc ses ministres uniquement parmi les députés. Néanmoins, l'Assemblée en 2014 ne comportant aucune femme, un collectif de défense des droits des femmes lui demande dès le 30 décembre de nommer au moins une femme dans son gouvernement. Peu soutenue, la pétition est écartée : le cabinet validé formellement par le roi reste exclusivement masculin.
Sept des douze ministres sont députés pour la première fois. Les démocrates ayant peu d'expérience du pouvoir, seuls quatre des ministres ayant déjà eu des fonctions au gouvernement conservent les fonctions qu'ils exerçaient sous le gouvernement précédent (‘Aisake ‘Eke aux Finances, Lord Maʻafu à la Défense, tandis que Fe‘ao Vakata avait exercé diverses fonctions ministérielles de 2011 à 2014, et que Pohiva lui-même avait été ministre de la Santé pendant neuf jours en 2011, avant de démissionner du gouvernement Tuʻivakano.
Le 30 décembre 2014, le gouvernement Pohiva est le suivant :
| Nom | Nom                   | Nom | Fonctions | Parti          | Circonscription      |
| --- | --------------------- | --- | --- | -------------- | -------------------- |
|     | ʻAkilisi Pohiva       |     | Premier ministre, Ministre des Affaires étrangères et du Commerce extérieur, Ministre de l'Éducation et de la Formation | Démocrate      | Tongatapu 1          |
|     | Siaosi Sovaleni       |     | Vice-Premier ministre, Ministre de l'Environnement, Ministre des Communications                                         | sans étiquette | Tongatapu 3          |
|     | Lord Maʻafu           |     | Ministre des Terres et des Ressources naturelles, Ministre des Forces armées de Sa Majesté                              | sans étiquette | Tongatapu (noblesse) |
|     | Dr Saia Piukala       |     | Ministre de la Santé | sans étiquette | Vavaʻu 14            |
|     | ‘Aisake ‘Eke          |     | Ministre des Finances et de la Planification nationale                                                                  | Démocrate      | Tongatapu 5          |
|     | Dr Pohiva Tuʻiʻonetoa |     | Ministre de la Police, Ministre du Tourisme, Ministre du Travail et du Commerce                                         | Démocrate      | Tongatapu 10         |
|     | Semisi Fakahua        |     | Ministre de l'Agriculture, de l'Alimentation, des Forêts et des Pêcheries                                               | Démocrate      | Tongatapu 8          |
|     | Vuna Faʻotusia        |     | Ministre de la Justice                                                                                                  | Démocrate      | Tongatapu 7          |
|     | ‘Etuate Lavulavu      |     | Ministre des Infrastructures et des Travaux publics                                                                     | sans étiquette | Vavaʻu 16            |
|     | Fe‘ao Vakata          |     | Ministre de l'Intérieur, Ministre des Femmes, Ministre de la Culture, de la Jeunesse et des Sports                      | sans étiquette | Niuas 17             |
|     | Poasi Tei             |     | Ministre des Entreprises publiques                                                                                      | sans étiquette | Tongatapu 6          |
|     | Tevita Lavemaau       |     | Ministre du Trésor public et des Douanes                                                                                | Démocrate      | ʻEua 11              |

Le 29 janvier 2016, ‘Etuate Lavulavu, ministre des Infrastructures et des Travaux publics, est reconnu coupable par la justice de trois actes de corruption durant la campagne électorale de 2014 ; il est également coupable d'avoir dépensé sept fois plus d'argent que le seuil légal pour sa campagne. En conséquence, il perd son siège de député, et son ministère. Il est remplacé en avril par Semisi Sika, député démocrate de Tongatapu 2.
Le 14 septembre 2016, Fe‘ao Vakata, ministre de l'Intérieur, des Femmes, de la Culture, de la Jeunesse et des Sports, est contraint de démissionner après avoir jeté un verre de vin à la figure d'une fonctionnaire de son ministère. Penisimani Fifita, député démocrate de Tongatapu 9, lui succède. Le 16 janvier 2017, ʻAkilisi Pohiva prend lui-même en charge le ministère de l'Intérieur, et cède à Fifita le ministère de l'Éducation.
Le 27 février 2017, une motion de censure initiée par l'opposition (la noblesse) contre le gouvernement est rejetée par l'Assemblée législative. Le ministre des Finances, ‘Aisake ‘Eke, qui s'est abstenu, est conséquemment limogé le 5 mars. Tevita Lavemaau est nommé à sa succession et il est lui-même remplacé comme ministre du Trésor public par Pohiva Tuʻiʻonetoa. Ce dernier est remplacé comme ministre de la Police par Mateni Tapueluelu, député démocrate de la circonscription de Tongatapu 4.
Le 1er septembre 2017, ʻAkilisi Pohiva limoge son vice-Premier ministre, Siaosi Sovaleni, et son ministre des Finances, Tevita Lavemaau, les accusant de déloyauté. Le premier est remplacé comme vice-Premier ministre par Lord Maʻafu et comme ministre de l'Environnement et des Communications par Poasi Tei ; le second est remplacé par Pohiva Tuʻiʻonetoa.
Le gouvernement fin 2017 est donc le suivant :
| Nom | Nom                   | Nom | Fonctions | Parti          | Circonscription      |
| --- | --------------------- | --- | --- | -------------- | -------------------- |
|     | ʻAkilisi Pohiva       |     | Premier ministre, Ministre des Affaires étrangères et du Commerce extérieur, Ministre de l’Intérieur                  | Démocrate      | Tongatapu 1          |
|     | Lord Maʻafu           |     | Vice-Premier ministre, Ministre des Terres et des Ressources naturelles, Ministre des Forces armées de Sa Majesté     | sans étiquette | Tongatapu (noblesse) |
|     | Dr Saia Piukala       |     | Ministre de la Santé                                                                                                  | sans étiquette | Vavaʻu 14            |
|     | Dr Pohiva Tuʻiʻonetoa |     | Ministre des Finances et du Trésor public                                                                             | Démocrate      | Tongatapu 10         |
|     | Poasi Tei             |     | Ministre de l'Environnement, Ministre des Communications, Ministre des Entreprises publiques                          | sans étiquette | Tongatapu 6          |
|     | Mateni Tapueluelu     |     | Ministre de la Police, Ministre du Tourisme, Ministre du Travail et du Commerce                                       | Démocrate      | Tongatapu 4          |
|     | Semisi Fakahua        |     | Ministre de l'Agriculture, de l'Alimentation, des Forêts et des Pêcheries                                             | Démocrate      | Tongatapu 8          |
|     | Vuna Faʻotusia        |     | Ministre de la Justice                                                                                                | Démocrate      | Tongatapu 7          |
|     | Semisi Sika           |     | Ministre des Infrastructures et des Travaux publics                                                                   | Démocrate      | Tongatapu 2          |
|     | Penisimani Fifita     |     | Ministre de l’Education et de la Formation, Ministre des Femmes, Ministre de la Culture, de la Jeunesse et des Sports | Démocrate      | Tongatapu 9          |

## Politique
La première grande mesure du gouvernement est son souhait d'adopter et de ratifier la Convention sur l'élimination de toutes les formes de discrimination à l'égard des femmes. Cette volonté est controversée, et génère des pétitions hostiles. Le 19 mai, des milliers de femmes, menées par la Ligue des femmes catholiques des Tonga, manifestent contre la Convention. Elles estiment que la Convention permettrait la légalisation de l'avortement et du mariage homosexuel (pour les femmes). Certaines craignent aussi qu'une convention sur l'égalité des sexes pourrait contraindre le roi Tupou VI à abdiquer en faveur de la princesse Salote, sa sœur aînée,,. Au sein même du gouvernement, le député Mateni Tapueluelu, rédacteur en chef du journal du parti, Keleʻa, s'oppose à l'adoption de la Convention, au nom de la « morale chrétienne ». Le 1er juillet, le roi Tupou VI et son Conseil privé interdisent la signature de la Convention par le gouvernement, estimant qu'elle pourrait être anticonstitutionnelle. Pohiva annonce son intention de consulter le peuple par référendum, avant d'y renoncer.

## Législation adoptée
D'après la base de données du gouvernement :
- Public Service (Amendment) Act 2015 (Lao (Fakatonutonu) ki he Ngaue Fakapule’anga 2015) : modifie marginalement les intitulés des ministères.
- Appropriation Act 2015 (Lao ke Fakahu atu ‘a e Pa’anga 2015) : budget : 329 709 000 pa’anga pour la période du 1er juillet 2015 au 30 juin 2016.
- Westpac Bank of Tonga (Amendment) Act 2015 (Lao (Fakatonutonu) ki he Westpac Pangike 'o Tonga 2015)
- Westpac Bank of Tonga (Repeal) Act 2015 (Lao (Fakapekia) ki he Westpac Pangike 'o Tonga 2015)

## Dissolution
Le 25 août 2017, le Premier ministre Pohiva est subitement limogé par le roi Tupou VI, qui dissout l'Assemblée législative et ordonne la tenue d'élections anticipées pour la mi-novembre au plus tard. ʻAkilisi Pohiva avait été accusé de « népotisme, d'incompétence et de mauvaise gestion des finances » par ses adversaires durant ses deux années et demie à la tête du gouvernement, et les représentants de la noblesse à l'Assemblée s'étaient livrés à un « effort concerté » pour obtenir sa destitution. Le 26 août, le roi charge le gouvernement Pohiva de traiter les affaires courantes jusqu'à la tenue du scrutin. Le Parti démocrate remporte pour la première fois la majorité absolue des sièges lors des élections qui s'ensuivent et ʻAkilisi Pohiva est chargé de former un nouveau gouvernement, constitué de députés de son parti.